# Bruce Grobbelaar
Bruce David Grobbelaar (Durban, 6 de outubro de 1957) é um ex-futebolista e treinador de futebol sul-africano que jogava pelo Zimbábue, famoso por sua passagem na época de ouro do Liverpool.
Também foi militar, tendo lutado na guerra de independência da Rodésia.

## Início
Bruce Grobbelaar nasceu em Durban, na África do Sul, sendo da comunidade bôer (descendentes dos antigos colonizadores holandeses). Iniciou a carreira no Highlanders, da cidade de Bulawayo, a segunda maior da então Rodésia. Ainda jogaria por outro time do país, o Chibuku Shumba, e por 2 equipes da África do Sul (Highlands Park - atual Jomo Cosmos - e Durban City).
Em 1979 foi jogar no Vancouver Whitecaps, do Canadá. Conseguiu um empréstimo para o futebol inglês no Crewe Alexandra, após tentativa frustrada com o West Bromwich Albion. No último jogo da temporada, marcou um gol de pênalti. Foi observado naquela partida por um olheiro do Liverpool, que o contratou.
Grobbelaar chegou aos Reds como reserva da estrela Ray Clemence, ganhando a posição de titular e realizando sua primeira partida em agosto de 1981, quando este saiu para o Liverpool. Ficaria no gol da equipe até 1994, jogando 627 partidas (440 na Primeira Divisão), contabilizando todas as competições disputadas pelo Liverpool no período.
Grobbelaar era o goleiro titular do Liverpool na final da Copa Intercontinental de 1981, em que os Reds foram goleados pelo Flamengo. Mas em suas treze temporadas na equipe vieram seis campeonatos ingleses, três Copas da Inglaterra, três Copas da Liga Inglesa e uma Copa dos Campeões da UEFA. Acabou sendo o herói do título europeu, em 1984 (o quarto do clube): a final foi disputada no Stadio Olimpico de Roma, e contra a Roma.
O torneio foi decidido nos pênaltis e Grobbelaar calou a torcida romanista ao fazer mandingas antes de Bruno Conti e Francesco Graziani perderem suas cobranças (na primeira, mordeu a rede simulando comer um spaghetti; na segunda, fez uma peculiar dança com as pernas, copiada por Jerzy Dudek antes da cobrança de Kaká na final de 2005).
Jogou ao lado de todos os grandes ídolos do Liverpool no período: os escoceses Kenny Dalglish, Graeme Souness, John Wark, Alan Hansen e Gary Gillespie, o galês Ian Rush, os ingleses Terry McDermott, Robbie Fowler e Steve McManaman, os irlandeses John Aldridge, Ronnie Whelan e Ray Houghton, o anglo-jamaicano John Barnes, o norueguês Stig Inge Bjørnebye, dentre outros.

## Final da carreira
Após sair dos Reds em 1994, preterido pelo jovem David James, jogou por empréstimo ao Stoke City e mais duas temporadas no Southampton, e até encerrar a carreira, em 1999, passou breves períodos em outras 8 equipes (Plymouth Argyle, Oxford United, Sheffield Wednesday, Oldham Athletic, Chesham United, Bury, Lincoln City e Northwich Victoria), chegando a ser contratado e não jogar em várias delas. Voltou a jogar em 2002, pelo Hellenic (clube sul-africano formado por descendentes de gregos), tornando-se o goleiro mais velho a jogar uma partida pelo Campeonato Sul-Africano (recorde superado em 2013, por Andre Arendse) e jogou ainda um amistoso em abril de 2007 pelo Glasshoughton Welfare contra outra equipe amadora, o Maltby Main, noticiada pelo site oficial do Liverpool, em partida para ajudar o clube a sobreviver, ajudando-o a vencer por 2 x 1. Ele ainda foi convencido a retomar novamente a carreira em 2009, pelo Winterbourne United, clube treinado por Nicky Tanner, ex-companheiro de Grobbelaar no Liverpool; a equipe disputaria a Gloucestershire FA Trophy contra o Patchway Town, mas o goleiro não conseguiu assinar contrato.

## Seleção
Jogou sua única partida pela então Seleção Rodesiana em 1977, em amistoso justamente contra a África do Sul, à época banida pela FIFA. A Rodésia, na época, não disputava as eliminatórias africanas para a Copa do Mundo, nem mesmo para a Copa Africana de Nações. Sua segunda partida deu-se apenas em 1980, quando o país já se chamava Zimbábue, em jogo já válido pelas eliminatórias para a Copa do Mundo de 1982, contra Camarões. A terceira, quatro anos depois, nas eliminatórias para o mundial de 1986, contra o Egito. Ambos foram jogos de ida na casa do adversário, que nas duas ocasiões eliminaram o Zimbábue.
Grobbelaar só voltaria a atuar pela Seleção Zimbabuana em 1992, nas eliminatórias para a Copa do Mundo de 1994, da qual esteve bem perto e disputar: a partida decisiva seria contra Camarões, em Yaoundé. Os camaroneses, jogando em casa, venceram por 2 x 0 e foram para o mundial. As seleções se cruzaram novamente nas Eliminatórias para a Copa de 1998, e mais uma vez Camarões terminou como o classificado do grupo, embora desta vez o Zimbábue já estivesse desclassificado bem antes do término das rodadas.
A última partida do goleiro por sua seleção (da qual chegou a ser técnico) foi em novembro de 1998, em amistoso contra a Tunísia, aos 41 anos. Ele ainda chegou a disputar um jogo pela seleção da Matabelelândia (região do sudoeste e oeste do Zimbábue) na Copa do Mundo ConIFA de 2018, porém saiu lesionado após 30 minutos em campo. Ele também exerceu o cargo de treinador de goleiros do time.

## Carreira como treinador
Em 1999, Grobbelaar estreou como técnico, levando o Seven Stars (um dos clubes que formariam o Ajax Cape Town) à quarta posição no Campeonato Sul-Africano. Entre 2001 e 2002, foi jogador-técnico do Hellenic (onde realizou uma partida contra o Kaizer Chiefs, entrando como substituto), e ainda exerceria o cargo nas equipes do Supersport United, Manning Rangers e Umtata Bush Bucks, sem sucesso em nenhum, abandonando a carreira de treinador pouco depois.
Atualmente, é treinador de goleiros no Ottawa Fury, time canadense que disputa a North American Soccer League.

## Polêmicas envolvendo acusação em apostas de jogos e morte na Guerra Civil
Em novembro de 1994, quando Grobbelaar jogava no Southampton, o tabloide The Sun denunciou apostas de jogos ilegais, nas quais o goleiro era um dos atletas envolvidos. Nos tribunais, alegou que fora coagido e se dizia inocente, pedindo indenização de danos morais para o jornal, que recorreu e ganhou o recurso, obrigando o goleiro a pagar 500 mil libras. Em seguida, Grobbelaar disse que estava falido.
Voltou a causar polêmica em setembro de 2018, quando afirmou numa entrevista à BBC que, antes de iniciar sua carreira no futebol, matou um homem durante a Guerra Civil da Rodésia, que ocorreu entre 1964 e 1979. Também declarou que, durante a Guerra Civil, matou um número indeterminado de inimigos